# Les Destres
Les Destres és un veïnat del municipi d'Aiguamúrcia i una sufragània de l'antiga parròquia de l'Albà, a la comarca catalana de l'Alt Camp, que pertanyia a l'antic terme de l'Albà. Està situat al peu de la carretera local TV-2443, a tres quilòmetres de l'Albà, situat a l'est, i a dos d'Aiguamúrcia, al sud-oest.
Al cens de l'any 2007 tenia 2 habitants (n'eren 6 el 2001). S'hi troben les restes d'un edifici medieval, la Torre de les Destres, una torre de defensa al costat d'un mas i l'església romànica de Sant Pere de les Destres.